# 准校
准校（俄语：Секунд-майор），是俄羅斯帝國陸軍曾经使用的一种军衔，为校官中的最低级别。

## 历史
1698年，彼得大帝给沙俄军队引入了少校军衔。彼得大帝的军事改革首先要改善军队的组织，俄军基本编制单位——团，必须增加指挥与参谋军官，因此决定引入新的军衔。
1716年，团级部队的少校的职责被一分为二，出现了(高级)少校与准校两个新军衔。前者是上校团长的助手并负责指挥第一营，后者是中校副团长的助手并负责实际指挥第二营。准校还负责团的训练与警卫勤务，是团的排名第四的军官。
1797年沙皇保罗一世废除了准校军衔。所有的了(高级)少校与准校都被赋予了少校军衔。1827年，少校军衔的肩章改为带两颗星的校级军官式样。
但1884年5月，在《Ваше благородие》規範中；俄軍取消了少校。原本的少校軍官幾乎晉升至中校。
1935年9月22日苏联國防人民委員會下達〈關於實行紅軍指揮人員個人軍階和批准紅軍指揮與控制人員服役條例〉，恢復個人軍銜；正式將上尉提升至校官階級；取代原本的少校。

## 著名准校
- Velovsky（沃洛夫斯基）,1773年奥伦堡要塞线（俄语：Оренбургская линия）Рассыпной要塞司令（俄语：Комендант крепости），抵抗了普加乔夫起义军的围攻，最终被其部下砍死或被吊死。[5][6]
- 亚历山大·斯克里皮岑（俄语：Скрипицыны），1774年在奧薩抵抗普加乔夫起义军的围攻，最终被吊死。
- 彼得·切利谢夫（英语：Peter Chelishchev），退役准校，作家。
- von Raan，总参谋部准校，以其作品《1787年至1790年征服摩尔多瓦与比萨拉比亚战争期间自己的杂志清单》而闻名。